# Paola Pace
Paola Pace (Palermo, 1º dicembre 1963) è un'attrice e regista italiana.

## Biografia
Nata a Palermo, ha frequentato la scuola di teatro Teates diretta da M. Perriera (Gruppo '63), e successivamente l'I.N.D.A.(Istituto nazionale del dramma antico) a Siracusa.
Il debutto arriva nel 1984 con l'Oreste di Euripide, regia di L. Squarzina.
Nel 1985, al Teatro Antico di Segesta, è nello Stichus di Plauto con Leo Gullotta e Luigi Maria Burruano, regia di G.C. Sammartano.
La donna di Samo di Menandro, diretta da M. Prosperi, la porta in giro per il mondo: New York (Columbia University Theather), Boston, Tokyo, Kyoto e Osaka.
La formazione classica non le impedisce di continuare nella ricerca di nuove sperimentazioni e con la cooperativa Dioniso di Palermo è protagonista di molte pièces contemporanee dirette da Claudio Collovà, tra cui "Le Buttane, pomeriggio, notte, mattina" dal libro di Aurelio Grimaldi, al Teatro Politecnico di Roma e successivamente al Teatro dell'Elfo di Milano, ricevendo un notevole consenso di critica e di pubblico.
Lunga e proficua la collaborazione con Mimmo Cuticchio: nel 1985 è Angelica ne "Le audaci imprese io cunto", Dorotea ne "Gli erranti commedianti", nel 1997 è "La guida del castello di Maredolce" per il Festival La Macchina dei sogni; nel 1999  è " Pupara e maniante" ne  "L'urlo del mostro".
Nel 1991 è in "Metamorfosi di una melodia" con Hanna Schygulla, Samuel Fueller, successivamente alla Biennale di Venezia recita in "La guerra dei figli della luce contro i figli delle tenebre", regia di Amos Gitai.
Dal 1996 inizia una ricerca personale sul verso poetico e affronta sperimentando drammaturgie sonore: "A Benì" di Filippo Tommaso Marinetti, "Poesia e Andalusia" con Roy Paci, "Motopsichica" con Mohammed Al Badawi, "Errare" Da "La notte " di Dino Campana, "Ulisse e Calipso" dal V° libro dell'Odissea al Museo del Costume di Mirto.
Nel 1997 lavora con Thierì Salmon ne "L'assalto al cielo" inaugurando i Cantieri Culturali della Zisa. Con Luigi Maria Burruano è la protagonista femminile di "Palermo oh cara" al Teatro Biondo di Palermo (1990).
Con M. Verdastro è Maria in "Teatro Madre" di N. Gennaro, produzione I Magazzini.
Nel 2000 fa parte del cast de "L'anniversario" di Harold Pinter per la regia di Roberto Andò.
Dal 1999 dirige e interpreta:" Benji, l'amica immaginaria " di Claire Dowie con Roy Paci, rappresentandolo per la prima volta in Italia. Nel 2007 al Teatro Politecnico di Roma riscuote consenso di pubblico e di critica con un adattamento de L'arte della gioia di Goliarda Sapienza con Enrico Stassi e Giovanni Rizzuti; 2010 ha diretto e interpretato al Teatro Antico di Segesta la Medea di Max Rouquette; 2014 Per il Festival "Narratori in viaggio" di M. Cuticchio crea "Melodia primordiale - Demetra e Kore" poi in tour per Teatri di Pietra; 2012 è  ospite a Londra con "Modesta's Monologue" per "Goliarda Sapienza in Context" organizzato da SchAdvStudy della University of London.
Dal 2015 riveste un doppio ruolo (Saracena e Madre) ne "Il berretto a sonagli" di Luigi Pirandello, regia di Valter Malosti, Teatro di Dioniso, Torino.
Ha prestato il suo volto ad alcuni film d'autore: Le buttane, regia di Aurelio Grimaldi, prodotto da Trio Cinematografica. La stanza dello scirocco, regia di Maurizio Sciarra, prodotto da Fandango. I cento passi, regia di Marco Tullio Giordana, prodotto da Titti film. Malèna, regia di Giuseppe Tornatore, prodotto dalla Pacific film.

## Filmografia
- Le buttane, regia di Aurelio Grimaldi (1994)
- La stanza dello scirocco, regia di Maurizio Sciarra (1998)
- I cento passi, regia di Marco Tullio Giordana (2000)
- Malèna, regia di Giuseppe Tornatore (2000)
- La scuola è finita, regia di Valerio Jalongo (2010)
- L'arte della gioia, regia di Valeria Golino e Nicolangelo Gelormini – miniserie TV, puntate 1-2 (2024)

## Teatrografia parziale
- Poesia e Andalusia (con Roy Paci)
- Motopsichica
- Errare
- Benji, l'amica immaginaria di Claire Dowie
- L'arte della gioia di Goliarda Sapienza
- Medea di Max Rouquette

Goliarda music-hall